# Huntington (remorqueur)
Pour les articles homonymes, voir Huntington.
L'Huntington était un remorqueur, construit en 1933 par la Newport News Shipbuilding and Dry Dock Company à Newport News en Virginie.

## Description
Il avait une coque en tôle d'acier et une superstructure à deux étages qui contenait le salon principal, deux cabines, des toilettes et une cuisine au niveau inférieur et la timonerie et les quartiers des capitaines au niveau supérieur. La machine à vapeur à charbon d'origine a été remplacée par un moteur diesel en 1950. Le navire porte le nom du fondateur du chantier naval Collis Potter Huntington (1821-1900). Huntington a été retiré du service à Newport News Shipbuilding and Dry Dock Company en 1992, puis a finalement pris sa retraite en 1994.

## Préservation
Le navire a ensuite servi de navire musée flottant, avant d'être mis au rebut en 2010.
Il a été inscrit au registre national des lieux historiques  en 1999 et a été retiré du registre national en 2017.
Une grande partie du navire a été mise au rebut, bien que la timonerie et les quartiers du capitaine font partie d'une exposition au Chesapeake Bay Maritime Museum dans le Maryland.